# ملعب لا بوجوار
ملعب لا بوجوار (بالإنجليزية: Stade de la Beaujoire)‏ هو ملعب كرة قدم متعدد الأغراض يقع في نانت، فرنسا، يتسع لـ 38,285 متفرج.

## التاريخ
افتتح الملعب في 8 مايو 1984.

## أهم الأحداث التي استضافها
- كأس العالم لكرة القدم 1998